# Храм Святого Миколая (Люботин)
Церква Свято́го Микола́я Мірлікійського — православна церква в місті Люботин, Харківська область. Також відома як Свято-Миколаївська церква.

## Історія
Перший храм був побудований у 1890 році. Освячений він був на честь Святителя Миколи Чудотворця та цариці Олександри.
У храма було два престоли. Він знаходився на розі сучасних вулиць Шевченка та Гавенка.
У 1943 році будівля храму була підірвана німецькими військами.
Після закінчення Другої світової війни місцева мешканка Єлисавета (прізвище невідоме) склала заповіт, у якому заповіла будинок православній громаді міста для побудування там православного храму. Нова церква була збудована в 1950 році. У 1975 році храм було реконструйовано, було побудованно вівтар, праве крило та службові приміщення.
Увечері 14 квітня 2019 року, близько 18 години в храмі почалась пожежа. В результаті пожежі були знищині церковні книги, ікони та інші церковні приналежності, які перебували в приміщенні храму. Сама будівля храму була практично повністю знищена. Причина виникнення пожежі в храмі встановлюється. Поліція не виключає можливості підпалу храму. За фактом пожежі відкрито кримінальне провадження за ч. 2 ст. 194 Кримінального кодексу України. За однією з версій підпал храму відбувся через конфлікт між вірянами УПЦ МП та ПЦУ.